# そのだやすたか
そのだ やすたか（1977年7月29日 - ）は、日本の舞台俳優、ナレーター。スターライズ所属。

## 人物
大阪府出身。19歳の頃、声優になるべく上京するが、喜劇に影響を受けて劇団I-CHI-MIに入団。3年後、キートン山田主宰の劇団ふりぃすたいるに所属。
2011年4月までリマックスに所属していた。
血液型はAB型。東京に暮らしていた頃は空気に馴染めず塞ぎ込んでいたことがある。

## 出演作品

### 舞台
- ちょっとノゾいてみてごらん
- BATH TO THE FUTURE
- ピッチをあげルンだよ!〜マラソン同好会の秋〜
- ヒミツ★キッチン

### テレビ番組
- 朝まるJUST〜詩心のコーナー〜
- 情報マップ

### CM
- エアーリンク
- 大塚製薬・ポカリスエット
- 中国電力
- パイオニア

### ナレーション
- アルゼCM
- KENWOOD
- サッポロ
- 富士ゼロックス
- ホールのホンネ
- McDonald's
- 松紳
- モンすた〜ジオ

### ゲーム
- 新宿の狼（米村克典)

### 吹き替え
- エージェント・オブ・ウォー（MV監督）